# 브랜단 앤 트루디
브랜단 앤 트루디(When Brendan Met Trudy)는 아일랜드에서 제작된 키에론 J. 월쉬 감독의 2000년 멜로/로맨스, 코미디, 드라마 영화이다. 피터 맥도날드 등이 주연으로 출연하였고 린다 마일즈 등이 제작에 참여하였다.

## 출연

### 주연
- 피터 맥도날드
- 플로라 몽고메리

### 조연
- 마리 뮬렌
- 폴린 맥클린
- 돈 위체리
- 메이나드 에지아시
- 에일린 월쉬

## 제작진
- 공동제작: 로디 도일
- 미술: 피오나 댈리
- 의상: 콘소라타 보일
- 배역: 레오 데이비스

## 한국어 더빙 성우진(KBS, 2003년 8월 10일)
- 구자형 - 브랜단 (피터 맥도날드)
- 정미숙 - 트루디 (플로라 몽고메리)
- 온영삼
- 탁원제
- 김규식
- 김정미
- 강연숙
- 김영민
- 최병상
- 박규웅
- 황재경
- 김순영
- 전인배
- 임진응
- 변현우